# Chironomus vicarius
Chironomus vicarius är en tvåvingeart som först beskrevs av Walker 1850.  Chironomus vicarius ingår i släktet Chironomus och familjen fjädermyggor. Inga underarter finns listade i Catalogue of Life.